# Knud Abelsen
Frederik Knud Jakob Emil Abelsen (* 30. Juli 1906 in Kitsissuarsuit; † unbekannt) war ein grönländischer Landesrat.

## Leben
Knud Abelsen war der Sohn des Jägers Pele Johannes Isak Abelsen (1879–1956) und seiner Frau Karen Abelone Mariane Margrethe Olsen (1886–?). Er besuchte von 1921 bis 1927 Grønlands Seminarium, begann aber keine kirchliche Karriere, sondern arbeitete als Büroassistent. Am 7. Oktober 1936 heiratete er in Aasiaat Magdalene Ane Judithe Helene Brandt (1915–?), Tochter des Jägers Mikael Peter Karl Brandt (1894–?) und seiner Frau Dorthe Juliane Maren Thorin (1894–?). In der von 1939 bis 1945 laufenden Legislaturperiode saß er für Aasiaat im nordgrönländischen Landesrat.